# Пащенківська сільська рада
Пащенківська сільська рада — адміністративно-територіальна одиниця у Решетилівському районі Полтавської області з центром у c. Пащенки.
Населення — 597 осіб.

## Населені пункти
Сільраді були підпорядковані населені пункти:
- c. Пащенки
- с. Гольманівка
- с. Паськівка
- с. Яценки

На території сільської ради: загальноосвітня школа І-ІІ ступеня в с. Пащенки (навчається близько 50 дітей), два ФАПи (с. Пащенки, с. Яценки), два сільських клуби — (с. Пащенки; с. Яценки — не діє), бібліотека, відділення поштового зв'язку.
Функціонує 2 сільськогосподарських товариства («Дукла», «Пащенки»), 1 селянсько-фермерське господарство (с. Пащенки «Бобер»).